# Airenc
Airen (en francès Ayrens) és un municipi francès situat al departament de Cantal i a la regió d'Alvèrnia-Roine-Alps. L'any 2007 tenia 551 habitants.

## Demografia

### Població
El 2007 la població de fet d'Ayrens era de 551 persones. Hi havia 219 famílies de les quals 43 eren unipersonals (31 homes vivint sols i 12 dones vivint soles), 82 parelles sense fills, 82 parelles amb fills i 12 famílies monoparentals amb fills.
La població ha evolucionat segons el següent gràfic:
Habitants censats

### Habitatges
El 2007 hi havia 310 habitatges, 223 eren l'habitatge principal de la família, 60 eren segones residències i 28 estaven desocupats. 300 eren cases i 10 eren apartaments. Dels 223 habitatges principals, 192 estaven ocupats pels seus propietaris, 27 estaven llogats i ocupats pels llogaters i 3 estaven cedits a títol gratuït; 5 tenien dues cambres, 24 en tenien tres, 67 en tenien quatre i 128 en tenien cinc o més. 178 habitatges disposaven pel capbaix d'una plaça de pàrquing. A 87 habitatges hi havia un automòbil i a 116 n'hi havia dos o més.

### Piràmide de població
La piràmide de població per edats i sexe el 2009 era:
| Homes | Edats   | Dones |
| ----- | ------- | ----- |
| 0     | 95 o +  | 0     |
| 0     | 90 a 94 | 0     |
| 4     | 85 a 89 | 0     |
| 4     | 80 a 84 | 4     |
| 12    | 75 a 79 | 16    |
| 16    | 70 a 74 | 8     |
| 16    | 65 a 69 | 12    |
| 24    | 60 a 64 | 20    |
| 16    | 55 a 59 | 8     |
| 12    | 50 a 54 | 16    |
| 8     | 45 a 49 | 8     |
| 40    | 40 a 44 | 16    |
| 12    | 35 a 39 | 20    |
| 20    | 30 a 34 | 16    |
| 12    | 25 a 29 | 12    |
| 0     | 20 a 24 | 8     |
| 8     | 15 a 19 | 20    |
| 20    | 10 a 14 | 0     |
| 12    | 5 a 9   | 20    |
| 4     | 0 a 4   | 12    |

## Economia
El 2007 la població en edat de treballar era de 339 persones, 255 eren actives i 84 eren inactives. De les 255 persones actives 242 estaven ocupades (129 homes i 113 dones) i 13 estaven aturades (7 homes i 6 dones). De les 84 persones inactives 42 estaven jubilades, 20 estaven estudiant i 22 estaven classificades com a «altres inactius».

### Ingressos
El 2009 a Ayrens hi havia 223 unitats fiscals que integraven 565 persones, la mediana anual d'ingressos fiscals per persona era de 15.682 €.

### Activitats econòmiques
Dels 15 establiments que hi havia el 2007, 1 era d'una empresa alimentària, 1 d'una empresa de fabricació d'elements pel transport, 4 d'empreses de construcció, 3 d'empreses de comerç i reparació d'automòbils, 3 d'empreses de transport, 1 d'una empresa d'hostatgeria i restauració, 1 d'una empresa de serveis i 1 d'una empresa classificada com a «altres activitats de serveis».
Dels 4 establiments de servei als particulars que hi havia el 2009, 1 era un taller de reparació d'automòbils i de material agrícola, 2 fusteries i 1 lampisteria.
L'únic establiment comercial que hi havia el 2009 era una fleca.
L'any 2000 a Ayrens hi havia 35 explotacions agrícoles que ocupaven un total de 2.024 hectàrees.

## Equipaments sanitaris i escolars
El 2009 hi havia una escola elemental.

## Poblacions més properes
El següent diagrama mostra les poblacions més properes.